# Maurice Duplessis
Maurice Le Noblet Duplessis (20 de abril de 1890 - 7 de septiembre de 1959) fue un político y abogado canadiense. Fue primer ministro de Quebec durante dos mandatos: por una primera vez de 1936 a 1939 y por una segunda vez de 1944 hasta su muerte en 1959. Con 18 años en el poder, es la persona que más tiempo ha ejercido este cargo.
Fundador y primer líder de la Unión Nacional, partido de ideología conservadora y populista, Duplessis es conocido en la historiografía quebequesa por haber gobernado durante la Gran oscuridad, un período histórico marcado por un fuerte conservadurismo, clericalismo, anticomunismo y liberalismo económico. Después de su muerte, la Revolución tranquila marcó una ruptura con el régimen de Duplessis y una imagen negativa de Duplessis ha quedado arraigada en la memoria colectiva de la mayoría de los quebequeses. Sin embargo, otras perspectivas históricas han matizado el impacto negativo de los años de Duplessis en el poder.

## Biografía
Nació el 20 de abril de 1890 en la ciudad de Trois-Rivières. Su padre fue Nérée Le Noblet Duplessis, juez de la Corte superior y diputado conservador en la Asamblea legislativa de Quebec, y su madre fue Bertha Genest. Duplessis tenía cuatro hermanas.
Estudió derecho en la Universidad de Montreal. 
Fue elegido diputado en 1927 por el Partido Conservador. 
En 1935, Duplessis abandonó el Partido Conservador y fundó la Unión Nacional. 
Maurice Duplessis murió el 7 de septiembre de 1959 en Schefferville, un pequeño pueblo que está ubicado en el norte de Quebec. 